# Frédéric Jousset
Frédéric Jousset (nascido em 3 de maio de 1970) é um empresário e filantropo francês. É fundador e copresidente da Webhelp, uma empresa de terceirização de negócios com sede na França. É também administrador do Museu do Louvre desde dezembro de 2016.

## Biografía
Jousset é filho de Marie-Laure Jousset, curadora-chefe de Beaubourg, e de Hubert Jousset, presidente do GEFIP e da École normale de musique. Jousset se formou na HEC Paris em 1992.
Jousset começou sua carreira em 1994 na Kérastase da L'Oréal. Quatro anos depois fundou sua primeira empresa, Clientis SA, editora de software para salões de beleza. Ingressou na empresa americana de consultoria estratégica Bain & Company, onde atuou como consultor estratégico.
Em junho de 2000, ele co-fundou com Olivier Duha a Webhelp SA, que originalmente oferecia serviços de suporte de TI e mais tarde se expandiu para operar call centers e terceirizar serviços empresariais. O grupo contava com 55 mil colaboradores e faturou 1.450 milhões de euros em 2019.
Em 2012, Jousset recebeu o Mercury Honor for Business Creation na HEC e, juntamente com Olivier Duha, foi eleito Gestor do Ano em 2013 pelo Nouvel Economiste/Financial Times.
É administrador da École nationale supérieure des arts décoratifs desde julho de 2019.